# Cześniki-Kolonia
Cześniki-Kolonia – wieś w Polsce położona w województwie lubelskim, w powiecie zamojskim, w gminie Sitno.
| SIMC    | Nazwa      | Rodzaj    |
| ------- | ---------- | --------- |
| 0897987 | Góra       | część wsi |
| 0897993 | Poprzeczka | część wsi |

Na terenie wsi utworzono dwa sołectwa Cześniki-Kolonia i Cześniki-Kolonia Górna. Według Narodowego Spisu Powszechnego z roku 2011 wieś liczyła 300 mieszkańców. 
W latach 1975–1998 miejscowość administracyjnie należała do województwa zamojskiego.
Wierni Kościoła rzymskokatolickiego należą do parafii Parafia św. Michała Archanioła w Cześnikach.